# Гексахлороосмат(IV) натрия
Гексахлороосмат(IV) натрия — неорганическое вещество, 
комплексная соль осмия, натрия и соляной кислоты
с формулой Na2[OsCl6],
растворяется в воде,
образует кристаллогидрат — оранжево-красные кристаллы.

## Получение
- Высокотемпературное хлорирование осмия в присутствии хлорида натрия:

{\displaystyle {\mathsf {Os+2Cl_{2}+2NaCl\ {\xrightarrow {T}}\ Na_{2}[OsCl_{6}]}}}

## Физические свойства
Гексахлороосмат(IV) натрия образует 
кристаллогидрат состава Na2[OsCl6]•2H2O — оранжево-красные кристаллы.
Хорошо растворяется в воде.

## Химические свойства
- Используется для получения гексахлороосматов(IV) калия или аммония:

{\displaystyle {\mathsf {2Na_{2}[OsCl_{6}]+2KCl\ {\xrightarrow {}}\ 2K_{2}[OsCl_{6}]\downarrow +2NaCl}}}